# イートイン

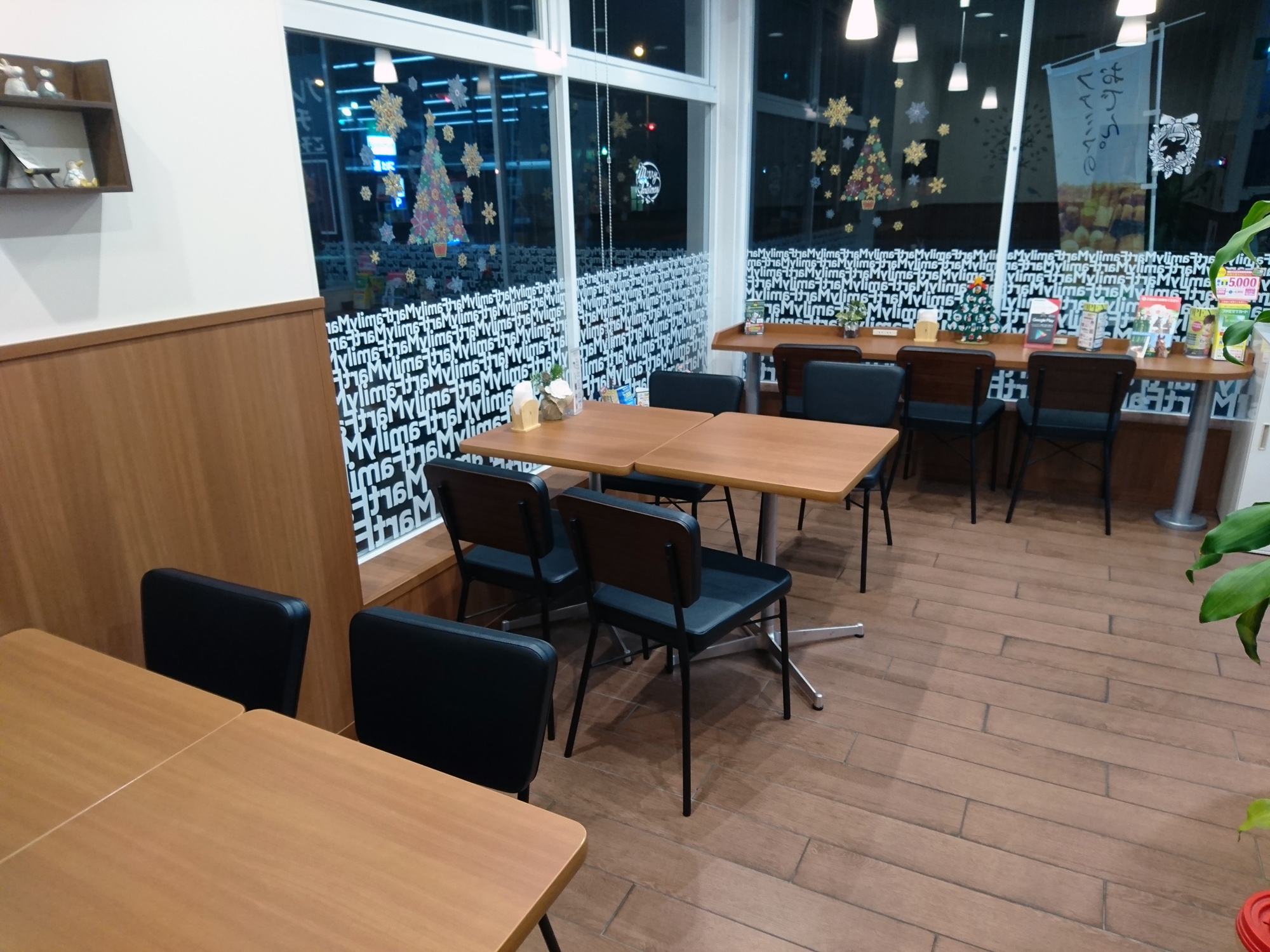
イートインスペースの例（ファミリーマート）

イートイン (日本語: eat-in) は、日本の食事に関する言葉で、和製英語である。 

## 概要
飲食店で買った食料品をその店内で食べることを指す。店外に持ち出す「テイクアウト」と対比して使われる言葉として2000年代以降、日本で一般化した。ファーストフード店やコンビニエンスストア、デパ地下 (百貨店の食料品売場) などで主に使われる。2010年代以降は食品スーパーにおいてもイートインスペースの設置・充実化が進んでいる。
デパ地下には有名店が多くテナント出店しており、それらの店でイートインが可能な場合、本店などに行くよりも手軽に高級感を味わえるとして利用されることも多い。
店内に設置されるイートイン用のスペースには、簡易なイス・テーブル、手洗い用の小型シンク、ごみ箱の他、店舗によっては食料品を温める電子レンジ、インスタント食品に注ぐための給湯ポット、飲料の自動販売機などが置かれることも多い。店内で自由に選択した食料品を持ち込む利用者から見た機能としては、小規模なカフェテリアやフードコートなどと同様であるともいえる。
2019年10月1日に行われた消費税増税に伴い、イートインは「外食」と見なされ10%の消費税がかかることとなった。テイクアウトは軽減税率の対象で8%据え置きとなり、イートインを設置しているコンビニ店で混乱が発生した。なおテイクアウトとして購入したものをそのままイートインスペースで食べる「イートイン脱税」については国税庁は「制度上の問題はない」としている。